# Humberto Ortiz Echavarría
Humberto Ortiz Echavarría, más conocido como el El Tucho (nació en Medellín, Antioquia el 10 de mayo de 1937), es un entrenador de fútbol y educador colombiano. Es reconocido porque fue formador de jugadores en divisiones juveniles del fútbol en Colombia además de ser uno de los técnicos más exitosos en la historia del Ascenso Colombiano.

## Trayectoria

### Como jugador
Como jugador profesional el 'Tucho' Ortiz jugó 8 partidos con el Atlético Nacional (4) por liga y (4) amistosos internacionales contra equipos de Argentina y Brasil, habiendo llegado al club por invitación del dt argentino Ricardo 'El Tanque' Ruiz pero sin llegar a transcender mucho.
Además hizo parte de la selección juvenil de Antioquia entre 1953-1956 y en la selección juvenil de Colombia que disputó el Preolímpico contra Brasil en 1958.
También más adelante jugó en la reserva del Independiente Medellín en 1963.

### Como entrenador
En 1974 tuvo su primera experiencia como entrenador, al reemplazar a Francisco Hormazábal en el Independiente Medellín, dirigiendo el equipo durante algunas fechas.
Para 1976 dirigió a Millonarios en el Torneo Apertura de manera interina.
En 1967 comenzó su trayectoria como técnico de las selecciones juveniles de Antioquia, cargo que mantuvo durante 12 años. Posteriormente fue asistente técnico de Gabriel Ochoa Uribe en el América de Cali, desde 1979 hasta 1989, durante esta época entrenó las divisiones inferiores y dirigió el equipo de reserva del club, donde salieron varios jugadores talentosos de la década de 1980.
En 1990 fue contratado como entrenador del Atlético Bucaramanga, club en el cual permaneció hasta 1992.
En julio de 1992 asumió en forma interina la dirección técnica de la Selección Colombia durante una gira de partidos amistosos internacionales en Estados Unidos.
En 1993 logró el título de segunda división dirigiendo al Cortuluá, y repitió el título de segunda en 1994 con el Deportes Tolima. Regresó al Tolima en 1996 y permaneció algunos meses en el club. Posteriormente fue director técnico de varios equipos de segunda división como River Plate de Buga, Girardot FC y Atlético Bello. En 1999 regresó por tercera vez al Tolima y en 2000 se integró al Cúcuta Deportivo, equipo que por entonces jugaba en la segunda división. Tras sufrir algunos problemas cardiovasculares, El Tucho se retiró de la actividad deportiva y en la actualidad se dedica a buscar nuevos talentos en el fútbol.

## Clubesref

### Como jugador
| Club              | País     | Año  | PJ (G) |
| ----------------- | -------- | ---- | ------ |
| Atlético Nacional | Colombia | 1961 | 8 (0)  |

### Como formador
| Club                | País     | Año                   |
| ------------------- | -------- | --------------------- |
| Selección Antioquia | Colombia | 1967-1973 y 1976-1978 |

### Como asistente
| Club            | País     | Año       | Asistente De        |
| --------------- | -------- | --------- | ------------------- |
| América de Cali | Colombia | 1979-1988 | Gabriel Ochoa Uribe |

### Como entrenador
| Club                   | País     | Año       |
| ---------------------- | -------- | --------- |
| Independiente Medellín | Colombia | 1974-1975 |
| Millonarios            | Colombia | 1976      |
| América de Cali        | Colombia | 1989      |
| Atlético Bucaramanga   | Colombia | 1990-1992 |
| Selección Colombia     | Colombia | 1992      |
| Cortuluá               | Colombia | 1993-1994 |
| Deportes Tolima        | Colombia | 1994-1995 |
| River Plate de Buga    | Colombia | 1996      |
| Deportivo Pereira      | Colombia | 1996-1997 |
| Girardot FC            | Colombia | 1997      |
| Atlético Bello         | Colombia | 1998      |
| Deportes Tolima        | Colombia | 1999      |
| Cúcuta Deportivo       | Colombia | 2000      |

### Como cazatalentos
| Club                   | País     | Año       |
| ---------------------- | -------- | --------- |
| Deportes Tolima        | Colombia | 2000-2014 |
| Independiente Medellín | Colombia | 2014-2017 |
| Deportes Tolima        | Colombia | 2018-2021 |

## Palmarés

### Torneos nacionales
| Título             | Club              | País     | Año  |
| ------------------ | ----------------- | -------- | ---- |
| Torneo de Reservas | América de Cali B | Colombia | 1981 |
| Primera B          | Cortuluá          | Colombia | 1993 |
| Primera B          | Deportes Tolima   | Colombia | 1994 |